# Calocedrus macrolepis
Calocedrus macrolepis (Калоцедрус китайський) — вид хвойних рослин родини кипарисових.

## Поширення, екологія
Країни проживання: Китай (Гуансі, Гуйчжоу, Хайнань, Юньнань); Лаос; М'янма; Таїланд; В'єтнам. У Китаї росте і в гірських змішаних вічнозелених хвойних-широколистяних лісах, де домінують Fagaceae і є розкидані хвойні, наприклад Cunninghamia, Keteleeria і Pinus; також в кам'янистих місцях і багато посаджено на узбіччях доріг і околицях полів. Висотний діапазон становить від приблизно 800 м до 2000 м. Поза Китаєм вид зазвичай росте від 800 до 1500 м над рівнем моря у вічнозелених гірських лісах. У В'єтнамі та Лаосі росте разом з Dacrycarpus imbricatus, Dacrydium elatum і Keteleeria evelyniana. Часто зустрічається вздовж водотоків.

## Морфологія
Вічнозелене дерево 15–25 (рідко 30) м заввишки, діаметром до 60–80 см. Стовбур прямий, часто кручений, коли більш 10 м у висоту. Кора темно-коричнева з поздовжніми тріщинами. Рано розгалужується, з великими гілками майже горизонтальними; крона яйцеподібна. Листя лускате, тісно росте на гілках у вузлах, кожен вузол з двома великими листками і двома меншими протилежними листками. Жіночі шишки овальні, дуже маленькі, зелені, коли молоді, стають фіолетово-коричневими, здерев'янілими, відкриваються на 3 фрагменти, коли зрілі з середнім фрагментом, несучим 2 великих крилатих насінин, які дозрівають у жовтні-грудні.

## Використання
У Китаї цей вид вважається придатним для залісення збезлісених земель в його рідному районі, тому що вид легко проростає (також росте з живців) і має світлолюбні властивості в поєднанні з швидким ростом. Його деревина має гарні властивості, наприклад довговічність, але дерева, як правило, сильно гілляста особливо при вирощуванні у відкритій рослинності. У В'єтнамі та Лаосі деревина і смола високо цінуються для меблями і ладану.

## Загрози та охорона
Основна загроза це надмірна експлуатація деревини в усьому діапазоні поширення. У південній частині В'єтнаму і Лаосу вид також був і продовжує бути під загрозою фрагментації лісів, лісових пожеж і перетворення для сільського господарства. У Китаї більшість рослин росте біля храмів і так захищені. В інших частинах ареалу вид зустрічається в багатьох охоронних територіях.